# 효모단백질잡종법

효모단백질잡종법의 개요, "미끼(Bait)"와 "먹이(prey)"로 불리는 두 단백질 사이의 상호작용을 보는 것이다'.
A. Gal4 전사인자유전자는 두 가지 도메인 단백질을 만든다. (BD 와 AD), 도메인 단백질은 보고자 유전자(LacZ)의 전사에 필수적이다.
B,C. 두개의 합성 단백질들이 준비되어 있다. Gal4BD+Bait 와 Gal4AD+Prey. 그들 중 어떠한 것도 보고자 유전자를 전사하기에는 충분하지 않다.
D. 합성단백질들이 만들어졌고 미끼 부분과 먹이부분이 상호작용하여 보고자 유전자의 전사가 일어나게 된다.

효모단백질잡종법(酵母蛋白質雜種法, 영어: yeast two-hybrid system 또는 two-hybrid screening, Y2H)은 결합과 같은 물리적인 상호작용을 검사하여 단백질-단백질 상호작용 또는 단백질-DNA 상호작용을 발견할 때 쓰이는 분자생물학적인 기술이다. 이 검사의 원리는 상류활성화부위(upstream activating sequence, UAS)에 전사인자의 결합에 의한 하류보고유전자(downstream reporter gene)의 활성이다. Two-hybrid screening을 위해, 전사인자는 결합도메인(binding domain, BD)과 활성도메인(activating domain, AD)로 불리는 두 조각으로 나뉜다. 결합도메인은 상류활성화부위에 결합하는 도메인이고, 활성도메인은 전사활성을 하는 도메인이다.

## 역사
1989년 Stanley Fields와 Song이 개척한 이 기술은 원래 효모의 GAL4 전사활성화를 사용하여 단백질-단백질 상호작용을 검출하기 위하여 제작되었다. GAL4단백질은 갈락토스 활동에 포함된 단백질의 전사를 활성화한다. 그 이후로, 비슷한 원리가 "단백질-DNA상호작용", "DNA-DNA상호작용", 그리고 효모대신 대장균(E. Coli)을 사용하는 것처럼 많은 다른 방법들에 채택되었다.

## 기본 전제
효모단백질잡종법의 핵심은 대부분의 진핵 전사인자들에서 활성도메인과 결합도메인들이 하나의 부품처럼 모듈식이고, 직접적인 결합없이 가까이있을 때 기능을 할 수 있다는 점이다. 이것은 비록 전사인자가 두 조각으로 나뉘어 있더라도, 두 조각이 직접 연결되지 않더라도 전사가 작동할 수 있다는 것을 의미한다. 대부분의 일반적인 스크리닝의 접근은 효모단백질잡종법이다. 이 시스템은 유전적으로 기술화되어 아미노산이나 핵산의 특정 영양소의 생합성을 할 수 없는 효모를 활용한다, 영양소가 없는 배지에서 기르게 되면, 효모는 죽게된다. 이 돌연변이 효모는 플라스미드의 형태로 외부DNA를 받아들임으로 만들어진다. 효모단백질잡종법에서는 돌연변이 효모에게 미끼와 먹이가 동시에 도입된다.
플라스미드들은 단백질 산물을 만들도록 제작된다. DNA결합도메인(BD) 조각은 단백질에 붙게하고, 활성도메인(AD) 조각은 다른 단백질에 붙도록 한다. BD가 붙은 단백질은 미끼 단백질이 되고, 일반적으로 알고 있는 단백질을 사용한다. AD가 붙은 단백질은 먹이 단백질로 알고 있는 단백질, 또는 라이브러리의 알고있거나 모르는 단백질을 사용한다. 여기서 라이브러리는 단백질-인코딩 서열의 모음으로 특정기관이나 세포에서 표현되는 모든 단백질을 나타낸다. 라이브러리를 사용할 때 이 기술은, 각 세포가 하나 이상의 플라스미드에 감염되지 않는 것을 가정한다.
만약 미끼와 먹이 단백질이 상호작용하면, 전사인자의 활성도메인과 DNA결합도메인은 간접적으로 연결되고, 활성도메인을 전사시작지점에 가까이가게하고 보고자유전자들의 전사가 일어날 수 있게 한다. 만약 두 단백질이 상호작용하지 않는 다면, 보고자유전자의 전사는 일어나지 않는다. 이러한 방식으로, 합쳐진 단백질에서 성공적인 상호작용은 세포의 표현형을 바꾸어 놓는다.

## 고정된 도메인
연구에서 단백질도메인의 몇몇은 연구의 목적에 의해 다양화된다. 반면에 다른 도메인들은 변하지 않는다. 예를 들어, 잡종법연구에서, DNA결합도메인을 고르기위해 DNA도메인은 다양하게 변화되는 반면, 상호작용하는 두가지 단백질인 미끼와 먹이는 반드시 DNA결합도메인과 활성도메인 사이에서 강한 결합을 유지하기에 변하지 않는다. 단백질-단백질 상호작용연구에서, DNA결합도메인은 Zif268과 같이 많은 강한 DNA결합도메인 중에서 골라진다.미끼와 먹이 도메인들 중 자주 골라지는 것은 각각, 효모 Gal11p의 263-352와 효모 Gal4의 58-97부분이다. 이 도메인들은 효모-와 박테리아-를 기반으로 한 선택 기술에 사용될 수 있고 강하게 결합된다고 알려진다.
선택된 활성도메인은 반드시 세포자신의 전사도구들을 사용하여 보고자유전자의 전사를 활성화 시킬 수 있어야 한다. 그래서, 효모에서 쓰이는 활성도메인들의 다양성은 박테리아에서는 적합하지 않을 수도 있다. 헤르페스바이러스-유도 활성도메인인 VP16과 효모Gal4활성도메인은 성공적으로 효모에서 사용되고 있다. 반면에 E.coli RNA 폴리머라아제의 ɑ-소단위의 부분은 E.coli에 사용된다.

## 발현 플라스미드의 제작
많은 수의 만들어진 유전서열들은 반드시 잡종법 분석을 하기 위해 숙주 세포로 들어가야 한다. 실험적인 경험으로써 유전서열들의 구조와 전달은 실험과 유기물에 의해서 달라진다.
잡종 라이브러리에즌 넓게 두 가지 종류가 있다. : 무작위 라이브러리와 cDNA를 기반으로 한 라이브러리. cDNA라이브러리는 특정한 세포로부터 모아진 mRNA의 역전사효소를 통해 만들어진 cDNA로 구성되어있다. 이 라이브러리는 구조로 될 수 있어서 BD나 AD에 붙을 수 있다. 무작위 라이브러리는 cDNA대신 무작위 서열의 DNA의 길이를 사용한다. Cassette mutagenesis를 포함한 많은 수의 방법들이 무작위 서열을 제작하기 위해 존재한다.
DNA라이브러리의 근원에도 불구하고 무작위서열은 적절한 제한효소를 사용한 플라스미드의 적절한 위치에 들어가게된다.

### E. coli에 특화되어 고려할 사항
IPTG-유도가능한 lac프로모터 아래에 잡종단백질을 놓음으로써, 잡종단백질은 IPTG가 공급되는 배지에서만 발현될 수 있다. 추후에, 각 유전자를 만들 때, 항체 저항성을 달리 발현하는유전자를 넣음으로써, 형질전환되지 않은 세포들은 항체반응에 반응하여 쉽게 걸라 낼 수 있다.
보고자 유전자는, 처음에는 스스로 박테리아 세포 게놈에 들어 갈 수 있는 에피솜의 형태로 E.coli 게놈에 삽입된다.

## 단백질 정보의 복구
선택이 되면, 단백질의 일차구조는 반드시 결정되어야 한다. 이것은 단백질-인코딩 서열의 복구에 의해 진행된다.

### E.coli
E. coli 세포들을 형질전환시키는데 사용되는 페이지미드는 아마도 선택된 세포들로부터 VCS-13도움페이지와 함께 감염에 의해 도움을 받게 된다. 결과적 페이지 조각들은 단일가닥의 페이지미드를 가지고 있고 XL-1Blue새포들을 감염시키는데 사용한다. 이중나선페이지미드들은 그 이후 이 XL-1Blue 세포들로 브터 모아진다. 마침내 DNA서열들은 '막삼-길버트 시퀀싱'을 통해 결정된다.

## 민감도 조절
Escherichia coli-유도된 Tet-R억제자는 전통적인 보고자 유전자로 사용될 수 있고 tetracycline 또는 doxicycline(Tet-R억제자)에 의해 조종될 수 있다. 그러므로 Tet-R의 발현은 표준잡종계에 의해 조종된다. 그러나 Tet-R은 앞서 언급하였던 HIS3와 같은 보고자들을 Tet-R프로모터를 통해 발현을 조종(억제)한다. Tetracycline은 Tet-R을 사용하여 민감도를 조절하는데 사용할 수 있다.

## 비융합단백질
비융합단백질(non-fusion protein)은 두개의 융합단백질과 함께 공동발현한다. 조사에 의하면, 제3의 단백질은 융합단백질 중 하나의 상호작용을 수정, 매개, 또는 방해한다.
제3단백질의 공동발현은 융합단백질의 수정이나 활성에 필수적이다. 예를 들어 사카로미세스 세레비시아(S. cerevisiae)는 티로신키나제를 가지고 있지 않다. 만약 조사가 티로신 인산화를 필요로 한다고 한다면, 키나제는 반드시 티로신 키나제 유전자의 형태로 공급되어야 한다.
비융합단백질은 동시에 융합된 단백질들에 붙어서 상호작용을 매개한다.
상호작용하는 상대가 있는 단백질에게, 그것의 다른 단백질로의 기능적 상동관계는 융합되지 않은 형태의 제3의 단백질로 공급된다. 그 뒤, 결합상대로 융합단백질과 경쟁하거나 하지 않을 수 있다. 제3의 단백질과 다른 융합단백질의 결합은 보고자 발현 활성 복합체의 형태를 방해하고, 보고자의 발현을 줄여서, 표현형으로의 변화를 이끈다.

## 나뉜 유비퀴틴 효모단백질잡종법
고전적인 효모단백질잡종법의 한가지 한계는 수용성 단백질만 할 수 있는 것이었다. 그러므로, 물에 녹지 않는 막관통 단백질사이에서의 단백질-단백질 반응에서는 효모단백질잡종법을 사용할 수 없었다.나뉜 유비퀴틴 시스템(split-ubiquitin system)은 이 한계를 극복할 수 있게 해준다. 나뉜 유비퀴틴 시스템에서, 두 막관통단백질들은 두 개의 다른절반의 유비퀴틴에 융합된다: C-말단의 유비퀴틴("Cub", 잔기 35–76)과 N-말단의 유비퀴틴("Nub", 잔기 1–34). 융합된 단백질들은 미끼와 먹이로 각각 불린다. 막관통단백질에 융합이 될뿐만아니라, Cub은 또한 전사인자에 융합된다. 미끼-먹이 상호작용으로 Nub과 Cub은 조립이 되어서 나뉜 유비퀴틴을 다시 합친다. 합쳐진 유비퀴틴은 보고자유전자를 자르는 유비퀴틴 특정 프로테아제에 의해 인식이 되어서 보고자유전자를 전사하게 유도한다.

## 일잡종, 삼잡종, 그리고 일-이잡종 변종

### 일잡종
일잡종변종(one-hybrid variation)은 단백질-DNA 상호작용을 보기 위해서 만들어진 것이고 활성도메인이 직접 결합도메인에 붙은 단일 융합 단백질을 사용한다. 그러나 이 경우에서 결합도메인은 이잡종 단백질-단백질 분석에서처럼 고정된 서열이 중요하지 않다. 이 라이브러리는 보고자유전자가 만들어지는 프로모터가 있는 목표 서열에 대항하여 선택될 수 있다. 양성선택 시스템에서, UAS에 성공적으로 결합하고 전사를 허용하는 결합도메인은 선택된다.
DNA결합도메인의 선택은 일잡종시스템에서 중요하지 않다는 것을 주목해야한다. 그러나 이잡종시스템에서 결합도메인은 다양하고 미끼와 먹이 단백질은 일정함을 유지한다.

### 삼잡종
RNA-단백질 상호작용은 삼잡종변종(three-hybrid variation)을 통해 연구되고있다. 이 경우에, 잡종 RNA분자가 두 단백질합성 도메인을 결합하는 역할을 한다. 비융합단백질에 포함된 기술은 같은 기능을 수행한다.